# Вільям Кемпбелл з Бредалбейна
Вільям Альфред Гендрі Кемпбелл з Бредалбейна (англ. William Alfred Hendry Campbell of Breadalbane; 23 березня 1863, Мемель — 14 березня 1944, Берлін) — німецький воєначальник шотландського походження, генерал-майор Прусської армії.

## Біографія
Представник шотландського клану Кемпбеллів з Бредалбейна. Син британського консула в Мемелі і Гельсінкі.
У 1878 році був прийнятий за спеціальним дозволом в Прусське головне кадетське училище. З 1882 року служив в Прусській армії як офіцер бойових підрозділів, потім — як викладач кадетських училищ до 1914 року. В 1895 році прийняв німецьке підданство. Під час Першої світової війни знову служив у бойових частинах, декілька разів був поранений. З 5 березня по 5 квітня 1918 року — командир 94-ї резервної піхотної бригади. У липні 1919 року звільнений у відставку. Працював вчителем мови в Берліні-Ліхтерфельді. Похований на Парковому цвинтарі Ліхтерфельда.

## Нагороди
- Столітня медаль
- Хрест «За вислугу років» (Пруссія)
- Почесний хрест ветерана війни з мечами